# 1946 no cinema

## Eventos
- Primeiro Festival de cinema de Cannes

## Filmes
- Camões, de José Leitão de Barros
- Os Melhores Anos de Nossas Vidas

## Nascimentos
| Data            | Nome                    | Profissão                         | Nacionalidade        | Observações | Ref |
| --------------- | ----------------------- | --------------------------------- | -------------------- | ----------- | --- |
| 5 de janeiro    | Diane Keaton            | atriz, diretora e produtora       | Estados Unidos       |             |     |
| 20 de janeiro   | David Lynch             | cineasta                          | Estados Unidos       |             |     |
| 26 de janeiro   | Gene Siskel             | crítico de cinema                 | Estados Unidos       | m. 1999     |     |
| 5 de fevereiro  | Charlotte Rampling      | atriz                             | Inglaterra           |             |     |
| 7 de fevereiro  | Héctor Babenco          | cineasta                          | Argentina / Brasil   |             |     |
| 16 de fevereiro | Pete Postlethwaite      | ator                              | Reino Unido          | m. 2011     |     |
| 19 de fevereiro | Luis Puenzo             | diretor, roteirista e produtor    | Argentina            |             |     |
| 21 de fevereiro | Alan Rickman            | ator                              | Inglaterra           |             |     |
| 24 de fevereiro | Michael Radford         | diretor e roteirista              | Reino Unido          |             |     |
| 12 de março     | Liza Minnelli           | atriz e cantora                   | Estados Unidos       |             |     |
| 21 de março     | Timothy Dalton          | ator                              | País de Gales        |             |     |
| 5 de abril      | Jane Asher              | atriz                             | Reino Unido          |             |     |
| 18 de abril     | Hayley Mills            | atriz                             | Reino Unido          |             |     |
| 22 de abril     | Nicole Garcia           | atriz, diretora e roteirista      | França               |             |     |
| 24 de abril     | Esther Góes             | atriz                             | Brasil               |             |     |
| 1 de maio       | John Woo                | realizador                        | China                |             |     |
| 9 de maio       | Candice Bergen          | atriz                             | Estados Unidos       |             |     |
| 19 de maio      | Michele Placido         | ator                              | Itália               |             |     |
| 20 de maio      | Cher                    | atriz e cantora                   | Estados Unidos       |             |     |
| 1 de junho      | Brian Cox               | ator                              | Escócia              |             |     |
| 2 de junho      | Lasse Hallström         | cineasta                          | Suécia               |             |     |
| 5 de junho      | Stefania Sandrelli      | atriz                             | Itália               |             |     |
| 15 de junho     | Brigitte Fossey         | atriz                             | França               |             |     |
| 3 de julho      | Carlos Alberto Riccelli | ator e diretor                    | Brasil               |             |     |
| 6 de julho      | Sylvester Stallone      | ator, produtor e roteirista       | Estados Unidos       |             |     |
| 22 de julho     | Danny Glover            | ator                              | Estados Unidos       |             |     |
| 22 de julho     | Paul Schrader           | diretor e roteirista              | Estados Unidos       |             |     |
| 15 de setembro  | Oliver Stone            | diretor e roteirista              | Estados Unidos       |             |     |
| 15 de setembro  | Tommy Lee Jones         | ator                              | Estados Unidos       |             |     |
| 2 de outubro    | Marie-Georges Pascal    | atriz                             | França               | m. 1985     |     |
| 4 de outubro    | Susan Sarandon          | atriz                             | Estados Unidos       |             |     |
| 8 de outubro    | Jean-Jacques Beineix    | realizador, produtor e roteirista | França               |             |     |
| 15 de outubro   | Victor Banerjee         | ator                              | Índia                |             |     |
| 27 de outubro   | Ivan Reitman            | realizador                        | Canadá               |             |     |
| 2 de novembro   | Marieta Severo          | atriz                             | Brasil               |             |     |
| 28 de novembro  | Joe Dante               | realizador                        | Estados Unidos       |             |     |
| 14 de dezembro  | Jane Birkin             | atriz                             | Reino Unido / França |             |     |
| 17 de dezembro  | Eugene Levy             | ator                              | Canadá               |             |     |
| 18 de dezembro  | Steven Spielberg        | realizador e produtor             | Estados Unidos       |             |     |

## Mortes
| Data           | Nome         | Profissão | Nacionalidade  | Observações | Ref |
| -------------- | ------------ | --------- | -------------- | ----------- | --- |
| 25 de Dezembro | W. C. Fields | humorista | Estados Unidos | n. 1880     |     |